# Annabelle Hornung
Annabelle Hornung (* 28. Januar 1979 in Bad Friedrichshall) ist eine deutsche Kunsthistorikerin, Germanistin und Museumsdirektorin. Seit Januar 2025 leitet sie das Museum für Kommunikation Frankfurt und ist Ständige Vertreterin der Kuratorin der Museumsstiftung Post und Telekommunikation.

## Leben und Wirken
Aufgewachsen ist Hornung in Neckargartach, einem Stadtteil von Heilbronn. Von 1989 bis 1998 besuchte sie das Robert-Mayer-Gymnasium Heilbronn.
Hornung studierte von 1998 bis 2005 Kunstgeschichte und Germanistik an der Goethe-Universität Frankfurt am Main. 2010 promovierte sie an der Universität Kassel mit der Arbeit von dem grâl daz wilde mære – Geschlechterverhältnisse und Begehrensstrukturen in Gralsromanen, erschienen unter dem Titel Queere Ritter.
Ihre berufliche Laufbahn begann sie 2009 als wissenschaftliche Volontärin im Museum für Kommunikation Frankfurt. Dort arbeitete sie im Anschluss als Ausstellungsmanagerin, Kuratorin und Projektleiterin, unter anderem für die Ausstellungen Do It Yourself: Die Mitmach-Revolution, 50 Jahre Bundesliga und Dialog im Stillen (Ausstellung mit gehörlosen Guides).
Von 2012 bis 2020 war Hornung an der Goethe-Universität Frankfurt als Projektleiterin für Veranstaltungen und Ausstellungen tätig und für das Projekt 100 Jahre Goethe-Universität verantwortlich. 2015 rotierte sie zur Hessischen Staatskanzlei in Wiesbaden und arbeitete vor allem im Themenfeld von 25 Jahre Deutsche Einheit. 2017 war sie Teilnehmerin der Museumsakademie museion21 für zukünftige Führungskräfte im Museum.
2020 übernahm Hornung die Leitung des Museums für Kommunikation Nürnberg. Unter ihrer Direktion wurde die Dauerausstellung des Museums in den Bereichen Journalismus und Kryptographie neu konzipiert und zahlreiche Ausstellungen und Projekte realisiert, darunter New Realities – Wie Künstliche Intelligenz uns abbildet (2023) und Potz Blitz! Vom Fluch des Pharao bis zur Hate Speech (2022) sowie der Escape Room Gefahren im Internet (2024).
Seit Januar 2025 ist Annabelle Hornung Direktorin des Museums für Kommunikation Frankfurt und Ständige Vertreterin der Kuratorin der Museumsstiftung Post und Telekommunikation.

## Mitgliedschaften und Gremienarbeit
- seit 2025: Mitglied CSD e.V. Nürnberg
- 2021–2023: Mitglied des Ständigen Ausschusses Kultur für den Evangelischen Kirchentag 2023 in Nürnberg
- seit 2021: Vorsitzende der Deutschen Gesellschaft für Post und Telekommunikation, DGPT e.V. (Region Süd)
- 2020–2024: Mitglied im Beratergremium für kulturelle Fragen der Stadt Nürnberg
- seit 2019: Mitglied des Netzwerks Frauen-Kultur-Führung

## Ehrenamtliches Engagement
- seit 2024: Ansprechpartnerin für Deutschland (National Correspondent) für den European Museum of the Year Award (EMYA)
- 2016–2019: Mentorin im Deutschlandstipendium (Ideelles Förderprogramm)

## Veröffentlichungen
- Was ist schon normal? Visuelle Ungerechtigkeit der KI am Beispiel der Ausstellung „New Realities – Wie Künstliche Intelligenz uns abbildet“, mit Maren Burghard. In: kritische berichte, Bd. 52, 2 (2024), S. 64–72 doi:10.11588/kb.2024.2.103988.
- #MuseumForFuture: Die Zukunft gehört dem Museum? Gedanken dazu aus dem Museum für Kommunikation Nürnberg, mit Vera Losse et al. In: Jörn Brunotte (Hg.): Das Museum in Zeiten der Pandemie. Chancen für das kulturelle Leben der Zukunft. Transcript, Bielefeld 2022, ISBN 978-3-8376-6133-0, S. 159–170.
- Helmut Gold/Annabelle Hornung/Anja Schaluschke: Fast Forward Neuland. In: Transformation. Strategien und Ideen zur Digitalisierung im Kulturbereich. Hrsg. von Hans Jörg Czech, Kareen Kümpel, Rita Müller. Transcript, Bielefeld 2021, ISBN 978-3-8376-5744-9.
- Keep Calm and Enjoy Your Crisis. Alltagskulturelle Krisenkommunikation zwischen Pop und Kunst, Widerstand und Affirmation. Von Buttons, Stickern, T-Shirts und anderen Minor Media, mit Verena Kuni. In: Felix Kosok et al. (Hg.): Krisen sichtbar machen. Dialoge zwischen Wissenschaft, Kunst und Design. Springer, Wiesbaden 2021, S. 63–84, ISBN 978-3-658-35079-6.
- Mittelalter – Mittelerde – Westeros. Das Motiv der Suche und die Folgen für die Identität des Helden. In: Paul Ferstl et al.: Fantasy Studies. Ferstl & Perz, Wien 2016, ISBN 978-3-902-80318-4.
- Queere Ritter: Geschlechterverhältnisse und Begehrensstrukturen in den Gralsromanen des Mittelalters. Transcript, Bielefeld 2012 (Dissertation), ISBN 978-3-8376-2058-0.
- Helmut Gold/Annabelle Hornung et al. (Hg.): Do It Yourself: Die Mitmach-Revolution. Katalog zur Ausstellung. Mainz: Ventil Verlag 2011, ISBN 978-3-931-55541-2.